# Norwegischer Fußballpokal der Männer 1985
Der norwegische Fußballpokal 1985 (kurz auch NM-Cup 1985 genannt) war die 80. Austragung des Fußballpokalwettbewerbs der Männer. Pokalsieger wurde Lillestrøm SK. Das Team setzte sich im Finale mit 4:1 gegen Vålerenga Oslo durch. Durch den Sieg qualifizierte sich Lillestrøm für den Europapokal der Pokalsieger 1986/87.
Stand in einem Wiederholungsspiel auch nach Verlängerung kein Sieger fest, wurde dieser per Elfmeterschießen ermittelt.

## 1. Runde
| Datum      |                     | Ergebnis  |                    |
| ---------- | ------------------- | --------- | ------------------ |
| 24.05.1985 | Bjørkelangen SF     | 1:2       | Vålerenga Oslo     |
|            | SBK Drafn           | 0:5       | FK Ørn             |
|            | Rosenborg Trondheim | 1:0       | Røros IL           |
| 28.05.1985 | Nybergsund IL       | 5:1       | Cartherud FF       |
|            | Raufoss IL          | 2:1       | Vikersund IF       |
| 29.05.1985 | Kjelsås IL          | 1:0       | Brumunddal IL      |
|            | Lillestrøm SK       | 1:1 n. V. | Lørenskog IF       |
|            | Nidelv/Falken FA    | 0:3       | Orkdal IL          |
|            | Sandane TIL         | 1:5       | Ørsta IL           |
|            | Sødal FK            | 2:5       | Start Kristiansand |
|            | Sola FK             | 1:0       | Figgjo IL          |
|            | Spjelkjavik IL      | 1:2       | Åndalsnes IF       |
|            | Tjølling IF         | 0:0 n. V. | Slemmestad IF      |
| 30.05.1985 | Abildsø IL          | 0:2       | Råde IL            |
|            | Alta IF             | 1:2       | Kautokeino IL      |
|            | Åsane IL            | 1:2       | Brann Bergen       |
|            | Asker SK            | 1:0       | Moelven IL         |
|            | Åssiden IF          | 0:1       | SFK Lyn Oslo       |
|            | Bærum SK            | 0:2       | Manglerud Star     |
|            | SFK Bodø-Glimt      | 1:0 n. V. | FK Mjølner         |
|            | Brekken IL          | 0:1       | Alvdal IL          |
|            | Charlottenlund SK   | 4:0       | IL Stjørdals-Blink |
|            | Clausenengen FK     | 2:0       | Molde FK           |
|            | Egersunds IK        | 1:3       | Viking Stavanger   |
|            | Eidsvold Turn       | 0:7       | Strømmen IF        |
|            | Fana IL             | 4:2       | Ny-Krohnborg IL    |
|            | FK Fauske/Sprint    | 2:0       | IK Junkeren        |
|            | Florvåg IF          | 1:4       | Fyllingen IL       |
|            | Fram Larvik         | 3:0       | Tollnes BK         |
|            | Fredrikstad FK      | 1:0       | Østsiden IL        |
|            | Ham-Kam             | 7:0       | Løten FK           |
|            | Harstad IL          | 1:0 n. V. | Andenes IL         |
|            | FK Jerv             | 0:2       | Odds BK            |
|            | Jevnaker IF         | 0:4       | Mjøndalen IF       |
|            | Karnes IL           | 2:7       | Tromsø IL          |
|            | Kolbotn IL          | 1:4       | FK Gjøvik Lyn      |
|            | Kongsvinger IL      | 4:0       | Skotterud IL       |
|            | Kvik Halden FK      | 2:0       | Lisleby FK         |
|            | Larvik Turn         | 0:4       | Eik IF             |
|            | Lillehammer FK      | 1:1 n. V. | Faaberg IL         |
|            | Lyngen IL           | 1:0       | Tromsdalen UIL     |
|            | Mosterøy IL         | 0:5       | Bryne FK           |
|            | SK Nessegutten      | 1:0       | Ekne IL            |
|            | IL Norma-Salhus     | 2:4       | IL Varegg          |
|            | Orkanger IF         | 0:2       | Kristiansund FK    |
|            | Os TF               | 1:2 n. V. | Lyngbø SK          |
|            | IF Pors             | 1:0       | Sandefjord BK      |
|            | Randaberg IL        | 2:1       | SK Haugar          |
|            | Sandnessjøen IL     | 1:3       | Mo IL              |
|            | Sarpsborg FK        | 3:1       | Skeid Oslo         |
|            | Sogndal IL          | 9:0       | IL Jotun           |
|            | SK Sprint-Jeløy     | 4:3       | Teie IF            |
|            | IL Stålkameratene   | 0:0 n. V. | IF Grand Bodø      |
|            | Steinkjer FK        | 5:0       | Namsos IL          |
|            | Strindheim IL       | 1:1 n. V. | Fram Skatval       |
|            | Strømsgodset IF     | 6:1       | Bødalen IF         |
|            | Stryn TIL           | 3:0       | Hareid IL          |
|            | Sunndal IL          | 3:1       | Todalen IL         |
|            | FK Sykkylven        | 1:1 n. V. | Aalesunds FK       |
|            | Ullern IF           | 1:2       | Moss FK            |
|            | IL Valder           | 0:2       | IL Hødd            |
|            | SK Vard Haugesund   | 0:2       | SK Djerv 1919      |
|            | FK Vidar            | 1:0       | Klepp IL           |
|            | FK Vigør            | 2:1       | IK Grane Arendal   |

### Wiederholungsspiele
| Datum      |               | Ergebnis              |                   |
| ---------- | ------------- | --------------------- | ----------------- |
| 05.06.1985 | Faaberg IL    | 5:2                   | Lillehammer FK    |
|            | Aalesunds FK  | 2:1                   | FK Sykkylven      |
|            | Slemmestad IF | 4:1                   | Tjølling IF       |
|            | IF Grand Bodø | 0:0 n. V. (4:5 i. E.) | IL Stålkameratene |
| 06.06.1985 | Fram Skatval  | 1:2                   | Strindheim IL     |
|            | Lørenskog IF  | 00:10                 | Lillestrøm SK     |

## 2. Runde
| Datum      |                    | Ergebnis  |                     |
| ---------- | ------------------ | --------- | ------------------- |
| 11.06.1985 | Strømmen IF        | 3:1 n. V. | Asker SK            |
| 12.06.1985 | Alvdal IL          | 0:2       | SK Nessegutten      |
|            | Åndalsnes IF       | 0:2 n. V. | IL Hødd             |
|            | Brann Bergen       | 4:0       | IL Varegg           |
|            | Bryne FK           | 4:1       | Randaberg IL        |
|            | Eik IF             | 3:1       | FK Vigør            |
|            | Faaberg IL         | 4:2 n. V. | Nybergsund IL       |
|            | FK Fauske/Sprint   | 2:1       | IL Stålkameratene   |
|            | FK Gjøvik Lyn      | 1:3       | Kongsvinger IL      |
|            | Kristiansund FK    | 3:0       | Charlottenlund SK   |
|            | SFK Lyn Oslo       | 1:2       | Strømsgodset IF     |
|            | Lyngen IL          | 1:0       | Harstad IL          |
|            | Manglerud Star     | 1:0       | Fredrikstad FK      |
|            | Mo IL              | 1:0       | SFK Bodø-Glimt      |
|            | Mjøndalen IF       | 4:1       | Raufoss IL          |
|            | Ørsta IL           | 0:2       | Aalesunds FK        |
|            | Odds BK            | 3:0       | IF Pors             |
|            | Råde IL            | 2:1       | Kvik Halden FK      |
|            | Slemmestad IF      | 1:4       | Ham-Kam             |
|            | Start Kristiansand | 1:3       | Sola FK             |
|            | Steinkjer FK       | 3:3 n. V. | Strindheim IL       |
|            | Stryn TIL          | 0:2       | Sogndal IL          |
|            | Tromsø IL          | 6:1       | Kautokeino IL       |
|            | Viking Stavanger   | 3:0       | SK Djerv 1919       |
| 13.06.1985 | Charlottenlund SK  | 0:4       | Rosenborg Trondheim |
|            | Fyllingen IL       | 2:3       | FK Vidar            |
|            | Kjelsås IL         | 0:2       | Lillestrøm SK       |
|            | Lyngbø SK          | 2:3       | Fana IL             |
|            | Moss FK            | 1:3       | SK Sprint-Jeløy     |
| 18.06.1985 | Orkdal IL          | 0:1       | Sunndal IL          |
|            | FK Ørn             | 1:2 n. V. | Fram Larvik         |
|            | Vålerenga Oslo     | 4:0       | Sarpsborg FK        |

### Wiederholungsspiel
| Datum      |               | Ergebnis |              |
| ---------- | ------------- | -------- | ------------ |
| 19.06.1985 | Strindheim IL | 2:1      | Steinkjer FK |

## 3. Runde
| Datum      |                     | Ergebnis  |                  |
| ---------- | ------------------- | --------- | ---------------- |
| 26.06.1985 | Aalesunds FK        | 2:1       | SK Nessegutten   |
|            | Ham-Kam             | 4:1 n. V. | Mjøndalen IF     |
|            | IL Hødd             | 3:2       | Kristiansund FK  |
|            | Faaberg IL          | 4:2 n. V. | Eik IF           |
|            | Fram Larvik         | 1:1 n. V. | Bryne FK         |
|            | Kongsvinger IL      | 3:2       | Råde IL          |
|            | Mo IL               | 1:3       | Strindheim IL    |
|            | Rosenborg Trondheim | 4:0       | FK Fauske/Sprint |
|            | Sogndal IL          | 3:0       | Sunndal IL       |
|            | Sola FK             | 0:1       | Brann Bergen     |
|            | SK Sprint-Jeløy     | 1:2       | Vålerenga Oslo   |
|            | Strømsgodset IF     | 3:1       | Strømmen IF      |
|            | Tromsø IL           | 4:0       | Lyngen IL        |
|            | FK Vidar            | 0:1 n. V. | Odds BK          |
| 29.06.1985 | Fana IL             | 0:2       | Fram Larvik      |
|            | Lillestrøm SK       | 5:0       | Manglerud Star   |

### Wiederholungsspiel
| Datum      |          | Ergebnis |             |
| ---------- | -------- | -------- | ----------- |
| 24.07.1985 | Bryne FK | 1:2      | Fram Larvik |

## 4. Runde
| Datum      |                  | Ergebnis  |                     |
| ---------- | ---------------- | --------- | ------------------- |
| 31.07.1985 | Aalesunds FK     | 2:1       | Sogndal IL          |
|            | Fram Larvik      | 0:1       | Strømsgodset IF     |
|            | Ham-Kam          | 3:2       | Rosenborg Trondheim |
|            | IL Hødd          | 2:3       | Faaberg IL          |
|            | Lillestrøm SK    | 3:3 n. V. | Kongsvinger IL      |
|            | Odds BK          | 1:2       | Vålerenga Oslo      |
|            | Strindheim IL    | 2:0       | Brann Bergen        |
|            | Viking Stavanger | 2:2 n. V. | Tromsø IL           |

### Wiederholungsspiele
| Datum      |                | Ergebnis  |                  |
| ---------- | -------------- | --------- | ---------------- |
| 07.08.1985 | Kongsvinger IL | 2:3       | Lillestrøm SK    |
| 15.08.1985 | Tromsø IL      | 3:1 n. V. | Viking Stavanger |

## Viertelfinale
| Datum      |                | Ergebnis |                 |
| ---------- | -------------- | -------- | --------------- |
| 21.08.1985 | Faaberg IL     | 2:0      | Aalesunds FK    |
|            | Ham-Kam        | 0:1      | Lillestrøm SK   |
|            | Tromsø IL      | 5:0      | Strømsgodset IF |
| 22.08.1985 | Vålerenga Oslo | 9:1      | Strindheim IL   |

## Halbfinale
| Datum      |                | Ergebnis  |            |
| ---------- | -------------- | --------- | ---------- |
| 22.09.1985 | Lillestrøm SK  | 2:0       | Tromsø IL  |
|            | Vålerenga Oslo | 3:3 n. V. | Faaberg IL |

### Wiederholungsspiel
| Datum      |            | Ergebnis |                |
| ---------- | ---------- | -------- | -------------- |
| 08.10.1985 | Faaberg IL | 1:4      | Vålerenga Oslo |

## Finale
| Lillestrøm SK                               | Lillestrøm SK | Vålerenga Oslo | Vålerenga Oslo |
| ------------------------------------------- | --- | --- | -------------- |
| Lillestrøm SK                               | \| Finale \| \| 20. Oktober 1985 in Oslo (Ullevaal-Stadion) \| \| Ergebnis: 4:1 (2:0) \| \| Zuschauer: 18.500 \| \| Schiedsrichter: Tore Hollung \| \| Spielbericht \|                                                                     | \| Finale \| \| 20. Oktober 1985 in Oslo (Ullevaal-Stadion) \| \| Ergebnis: 4:1 (2:0) \| \| Zuschauer: 18.500 \| \| Schiedsrichter: Tore Hollung \| \| Spielbericht \|                                                                        | Vålerenga Oslo |
| Lillestrøm SK                               | Arne Amundsen – Ole Dyrstad, Georg Hammer, Bård Bjerkeland, Tor Inge Smedås (79. Gunnar Halle) – Rune Richardsen, Kjetil Osvold, Arne Erlandsen – Tom Sundby – Joar Vaadal (88. Bjørnar Erlandsen), Andre Krogsæther Cheftrainer: Tom Lund | Espen Muggeby – Jan Erik Aalbu, Jo Bergsvand, Lasse Eriksen, Per Edmund Mordt – Tore Nilsen (80. Steinar Enerly), Knut Arild Løberg, Vidar Davidsen, Egil Johansen (88. Henning Lund) - Jørn Andersen, Paal Fredheim Cheftrainer: Olle Nordin | Vålerenga Oslo |
| Lillestrøm SK                               | 1:0 Andre Krogsæther (26.) 2:0 Andre Krogsæther (34.) 3:1 Andre Krogsæther (74.) 4:1 Andre Krogsæther (85.) | 2:1 Vidar Davidsen (57.) | Vålerenga Oslo |
| Finale                                      | | |                |
| 20. Oktober 1985 in Oslo (Ullevaal-Stadion) | | |                |
| Ergebnis: 4:1 (2:0)                         | | |                |
| Zuschauer: 18.500                           | | |                |
| Schiedsrichter: Tore Hollung                | | |                |
| Spielbericht                                | | |                |